# Левачёв, Илларион Михайлович
 Илларио́н Миха́йлович Левачёв (29.10.1837 — 1.10.1901) — генерал от инфантерии, начальник Рижского пехотного юнкерского училища (1868—1874) и Варшавского пехотного юнкерского училища (1874—1883); директор Донского кадетского корпуса (1883—1891); начальник 3-го военного Александровского училища (1891—1901).

## Биография
Родился 29 октября 1837 года в Москве.
Из дворян Калужской губернии.

### Образование
- 1-й Московский кадетский корпус (1855, в лейб-гвардии Егерский полк),
- Михайловская артиллерийская академия (1858, 1-й разряд)

### Чины
- Прапорщик гвардии со ст. 16.06.1856 (1.06.1855),
- подпоручик гвардии (1860),
- поручик гвардии (1862),
- штабс-капитан гвардии (04.1867),
- капитан гвардии (08.1867),
- подполковник (06.1868),
- полковник (08.1870),
- генерал-майор (30.08.1883),
- генерал-лейтенант (08.1894).

### Прохождение службы
- Обучался в 1-м Московском кадетском корпусе (1847-1.06.1855),
- Лейб-гвардия Егерского полка (1855),
- Обучался в Михайловской артиллерийской академии (1856-1858),
- В прикомандировании к батарейной батарее Его Императорского Высочества великого князя Михаила Павловича лейб-гвардии 1-й артиллерийской бригады (1858),
- В лейб-гвардии 1-й артиллерийской бригаде (1859),
- В прикомандировании к дивизионной школе для обучения нижних чинов Петербургского военного округа (1859),
- В сводно-гвардейской резервной артиллерийской бригаде (1859),
- В лейб-гвардии 1-й артиллерийской бригаде (1864),
- В лейб-гвардии батарейной № 2 генерал-адъютанта графа Сумарокова батарее (1864),
- В прикомандировании к 3-му военному Александровскому училищу ротным офицером (10.11.1864),
- Командир 4-й роты юнкеров 3-го военного Александровского училища (12.1867),
- Начальник Рижского пехотного юнкерского училища (06.1868),
- Начальник Варшавского пехотного юнкерского училища (05.1874),
- Директор Донского кадетского корпуса (30.08.1883),
- Начальник 3-го военного Александровского училища (05.1891-25.06.1901),
- Уволен с военной службы с мундиром и пенсией и производством в генералы от инфантерии (25.06.1901).
- Скончался в 1901 году в Коломне. Похоронен на кладбище Донского монастыря.

### Награды
- Орден Святого Станислава 3 степени;
- Орден Святого Станислава 2 степени(1869);
- Орден Святой Анны 2 степени(1873);
- Орден Святого Владимира 4 степени;
- Орден Святого Владимира 3 степени (1881);
- Орден Святого Станислава 1 степени;
- Орден Святой Анны 1 степени;
- Орден Святого Владимира 2 степени;
- Серебряная медаль в память царствования Императора Александра III,
- Серебряная медаль в память священного коронования,
- Бронзовая медаль в память 100-летия со дня рождения Императора Николая I,
- Тёмно-бронзовая медаль за труды по народной переписи,
- Знак отличия за XL лет безупречной службы на Георгиевской ленте.

### Семья
Был женат на Ильиной Екатерине Васильевне, имел 4-х сыновей, двое из которых окончили военные училища и стали Георгиевскими кавалерами — Василий и Михаил.